# Aleksandar Radovanović
Aleksandar Radovanović (in serbo Александар Радовановић?; Šabac, 11 novembre 1993) è un calciatore serbo, difensore del Real Saragozza.

## Carriera
Ha giocato nella prima divisione serba ed in quella spagnola, oltre che nella seconda divisione francese.